# Umweltinnovation
Der Begriff der Umweltinnovation umfasst alle Innovationen, die der Verbesserung der Umwelt dienen. Das Ziel der Umweltinnovation ist die Vermeidung und Verminderung von Umweltbelastungen durch anthropogene Aktivitäten, die Sanierung bereits eingetretener Schäden sowie die Diagnose und Kontrolle von Umweltbelastungen.

## Allgemeines
Umweltinnovationen können auf oder außerhalb von Märkten entstehen. Sie umfassen technische, organisatorische, soziale und institutionelle Innovationen und zielen darauf, das Ausmaß der Umweltnutzung zu möglichst geringen Kosten zu verringern und einen schonenden Umgang mit natürlichen Ressourcen zu ermöglichen.
Umweltinnovationen sind durch eine doppelte Externalität gekennzeichnet, da weder der Innovator noch derjenige, der in den Umweltschutz investiert, ohne weiteres Erträge seines Handelns an sich ziehen kann. Es besteht die Gefahr, dass das tatsächliche Niveau der Umweltinnovationen hinter den gesamtwirtschaftlich erwünschten Aktivitäten zurückbleibt.

## Normative Zielsetzung von Umweltinnovationen
Die Umweltinnovation verfolgt das normative Ziel des Umwelt- und Naturschutzes sowie der Ressourcenerhaltung. Durch Umweltinnovation soll erstens der Ressourcenverbrauch verringert, zweitens die Umweltbelastung eingeschränkt und drittens unter Beachtung eines Ressourcenbestandes – Umweltkapital durch produzierendes Kapital substituiert werden. Die Erwartungen an die Umweltinnovationen richten sich auf die Vermeidung absehbarer ökologischen Fehlentwicklungen. Dadurch sind Umweltinnovationen häufig Ziel staatlicher Steuerung und werden in deutlich stärkerem Ausmaß als andere Innovationen von staatlichem Handeln beeinflusst. Die herausragende Rolle des Staates ist ein wichtiges Abgrenzungskriterium zu den meisten anderen Innovationsarten.

## Beispiele für Umweltinnovationen
technische Umweltinnovationen
- Entwicklung und Einführung umweltfreundlicher Konsumgüter und Produkte

- Umweltschonende Gewinnung und Substitution von Rohstoffen und Erschließung neuer Ressourcen

- Entwicklung und Einführung neuer Technologien, welche einen sparsameren Ressourceneinsatz ermöglichen und/oder weniger Emissionen verursachen

ökonomische Umweltinnovationen
- Organisatorische Optimierung betrieblicher Leistungsprozesse (Organisationsstruktur, Unternehmensstrategie, Unternehmenskultur)

soziale Umweltinnovationen
- Herausbildung neuer entscheidungsprägender Normen und Verhaltensweisen

institutionelle und rechtliche Umweltinnovationen
- Neugestaltung der gesamtgesellschaftlichen Rahmenbedingungen und Ordnungsprinzipien

## Formen von Umweltinnovation
Technische Umweltinnovationen lassen sich in zwei umwelttechnische Entwicklungslinien differenzieren:
- End-of-pipe-Technologien sind Technologien, die dem eigentlich Produktions- oder Konsumtionsprozess nachgeschaltet sind. Dies sind Entsorgungs- oder Recyclingtechnologien die die Umweltbelastung verringern. (z. B. nachgeschaltet Filteranlagen)

- Integrierte Technologien: Integrierte Umweltinnovationen setzen im Gegensatz zu End-of-pipe-Lösungen unmittelbar an der Quelle der Emissionen an, d. h. am Produktionsprozess oder am Produkt, und umfasst alle Maßnahmen, welche zu einer Reduktion des rohstoff- und Energieeinsatzes sowie der Emission führt. (z. B. Substitution von FCKW in Spraydosen)

Andere Unterteilungen von Umweltinnovationen unterscheiden nach radikaler und inkrementaler Innovation sowie technischer, organisatorischer, sozialer, ökonomischer, institutioneller und rechtlicher Umweltinnovation.